# Abisso dei Coltellini
L'Abisso dei Coltellini è una grotta situata nel massiccio delle Grigne, in provincia di Lecco, Lombardia.
L'ingresso si apre a un'altitudine di 2.150 metri sul versante del Releccio, caratterizzato da ripide pareti rocciose. La cavità si sviluppa per una profondità di circa 400 metri, presentando una serie di pozzi verticali e meandri stretti.

## Esplorazione
Le esplorazioni dell'Abisso dei Coltellini hanno rivelato una successione di pozzi e gallerie che si sviluppano in profondità. Una caratteristica distintiva della grotta è la presenza di una faglia che forma il pavimento del "Pozzo P70", la quale è la stessa che costituisce il fondo del "Pozzo Erotika Mansarda" (P99) e la partenza del "Pozzo Colpo Unico" (P85) nell'adiacente Abisso Antica Erboristeria.

## Collegamenti con altre cavità
L'Abisso dei Coltellini è parte integrante del complesso carsico delle Grigne e presenta connessioni geologiche con grotte vicine, come l'Abisso Antica Erboristeria. Queste connessioni suggeriscono la possibilità di un sistema sotterraneo interconnesso, tipico delle formazioni carsiche della zona.

## Caratteristiche geologiche
La grotta si sviluppa all'interno di formazioni calcaree, modellate dall'azione erosiva dell'acqua nel corso di millenni. La presenza di faglie e fratture ha influenzato la morfologia della cavità, contribuendo alla formazione di pozzi e meandri caratteristici.